# Екатерина Лотарингская
Екатерина Лотарингская (3 ноября 1573, Нанси — 7 марта 1648, Париж) — аббатиса Ремирмонского аббатства.

## Биография
Екатерина была седьмым ребёнком и четвёртой дочерью Карла III, герцога Лотарингии, и его жены принцессы Клод, дочери короля Франции Генриха II и Екатерины Медичи. Её мать умерла при родах в 1575 году, когда Екатерине исполнилось полтора года.
Екатерина была настолько религиозна, что отказалась выйти замуж за будущего императора Священной Римской империи Фердинанда II.
В 1602 году Екатерина стала коадъютором аббатства. В 1612 году она стала аббатисой престижного Ремирмонского аббатства, бенедиктинского монастыря недалеко от Ремирмона. Предыдущая аббатиса, Елизавета Сальмская, специально подала в отставку, чтобы освободить должность для Екатерины.
Ремирмон был одним из самых важных, прославленных и аристократических аббатств во Франции и был тесно связан с Лотарингским домом. Когда её племянница Маргарита Лотарингская потеряла мать в 1627 году, она переехала а аббатство под опеку Екатерины.
В 1638 году войска Тюренна оккупировали Ремирмон в течение месяца. В следующем году принцесса получила нейтралитет Вогезы (для Эпиналя, Ремиремона, Брюйера, Сен-Дье и Арки) до конца Тридцатилетней войны.
Она умерла в Лотарингии, которая была разрушена Тридцатилетней войной. После её смерти аббатство было передано её внучатой племяннице Елизавете Маргарите Орлеанской, которая управляла аббатством со своими родителями в качестве регентов.
Ремирмонское аббатство управлялось ещё двумя лотарингскими принцессами: Елизаветой Шарлоттой (1700—1711), а затем Анной Шарлоттой (1714—1773).